# Kobierzyce (gmina)
Kobierzyce – gmina wiejska, położona w centralnej części województwa dolnośląskiego w powiecie wrocławskim na południe od Wrocławia. W latach 1975–1998 gmina należała do województwa wrocławskiego. Siedzibą gminy są Kobierzyce.
Od wschodu graniczy z gminami Siechnice i Żórawina, od południa z gminą Jordanów Śląski i Borów, od zachodu z gminą Sobótka i od północnego zachodu z gminą Kąty Wrocławskie.
Znaczenie gminy dla województwa dolnośląskiego i aglomeracji wrocławskiej jest szczególne, ze względu na bezpośrednie związki z sąsiadującym Wrocławiem oraz obecność w północnej części gminy rozbudowanego węzła komunikacyjnego dróg krajowych i międzynarodowych. Na terenie gminy, w miejscowości Bielany Wrocławskie, funkcjonuje kompleks sklepów wielkopowierzchniowych oraz największe w Polsce centrum handlowe – Aleja Bielany. Według danych z 30 czerwca 2020 roku gminę zamieszkiwały 22 024 osoby.

## Historia
Teren obecnej gminy Kobierzyce zaludniony był już około 13 000 – 12 000 lat temu, wyroby krzemienne z tego okresu odkryto w Ślęzie. Mniej więcej 6500 lat temu teren gminy zasiedlony został przez plemiona rolnicze przybywające znad Dunaju; z tego okresu pochodzi ponad 80 stanowisk neolitycznych oraz cmentarzysk (głównie w rejonie Budziszowa, Chrzanowa i Tyńca Małego. Sprzed 3000 lat pochodzi kurhan znajdujący się w Szcepankowicach; w jego wnętrzu znaleziono 32 kamienie żarnowe, które używane były do mielenie zboża. W okresie kultury łużyckiej (2500 lat temu) doszło do wzrostu zaludnienia gminy. Z tego okresu odnaleziono aż 50 stanowisk tej kultury, m.in. w: Biskupicach Podgórnych, Damianowicach, Kobierzycach oraz Szczepankowicach. 2300 lat temu na Śląsk przybyli Celtowie, którzy posługiwali się już kołem garncarskim, czy obrotowymi żarnami. Na przełomie er Celtowie zostali wyparci przez plamiona germańskie, a przez obszar gminy przebiegał szlak bursztynowy łączący południowe wybrzeże Bałtyku i Imperium rzymskie. W wyniku tzw. wielkiej wędrówki ludów w V w. naszej ery omawiany obszar uległ wyludnieniu, dopiero w VII w. pojawili się Słowianie, a terytorium obecnej gminy Kobierzyce zamieszkiwało plemię Ślężan.
Przez drugą połowę IX w. i niemal cały X w. tereny gminy znajdowały się w strefie wpływów czeskich, dopiero w 990 r. obszar został zajęty przez Mieszka I. Po śmierci Bolesława Krzywoustego Śląsk przypadł Władysławowi II, a po jego wygnaniu Bolesławowi Wysokiemu. Z tych czasów pochodzą pierwsze wzmianki o miejscowościach na terenie gminy: Biskupicach Podgórnych, Tyńca Małego oraz Tyńca nad Ślęzą. W 1251 r. wyodrębniono księstwo wrocławskie, w skład którego weszły wszystkie miejscowości na terenie obecnej gminny Kobierzyce. Od 1327 r. interesujący nas obszar ponownie dostał się pod panowanie czeskie, a w 1526 r. pod berło Habsburgów. W 1742 r. Śląsk został przyłączony do państwa pruskiego, a wsie gminy znalazły się w departamencie wrocławskim. W 1816 r. nastąpiła zmiana podziału administracyjnego: utworzono powiaty (Kreise). Prawie wszystkie miejscowości gminne znalazły się w powiecie wrocławskim, jedynie Jaszowice, Pustków Wilczkowski i Tyniec nad Ślęzą włączono do powiatu niemczańskiego.
Ważnym wydarzeniem była budowa linii kolejowej przez teren gminy Kobierzyce z Wrocławia do Świdnicy przez Sobótkę, a następnie także drugiej do Dzierżoniowa pod koniec XIX w. Walki w czasie I wojny światowej w niewielkim jedynie stopniu spustoszyły tereny gminy, jednak po jej zakończeniu wszechobecny kryzys gospodarczy był szczególnie dotkliwy na Dolnym Śląsku, który został odcięty od wcześniejszych rynków zbytu. W 1932 r. likwidacji uległ powiat niemczański, a miejscowości gminne, które do niego należały włączono do powiatu wrocławskiego. W latach 1935–1938 hitlerowskie władze masowo zmieniały słowiańskie nazwy miejscowości na niemieckie: np. nazwę Kobierzyc zmieniono z Koberwitz na Rösslingen; w późniejszym czasie zmiany dotknęły także nazwisk. Po wybuchu wojny w 1939 r. na interesujący nas obszar zaczęli napływać robotnicy przymusowi, głównie Polacy. Obszar gminy nie zaznał zniszczeń wojennych aż do stycznia 1945 r., kiedy to na teren gminy wkroczyły wojska sowieckie. 19 stycznia 1945 r. gauleiter Karl Hanke zarządził ewakuację mieszkańców; większość z nich udawała się na południe, do Kłodzka, bądź do Czech. Wiele osób zginęło z powodu siarczystych mrozów oraz wyczerpania.
Niedługo po zakończeniu wojny zaczęli powracać niemieccy mieszkańcy. Z tego czasu pochodzi makabryczne odkrycie na cmentarzu w Domasławiu, gdzie znaleziono ciała chłopców z Hitlerjugend. Wiosną 1945 r. do wsi zaczęli docierać pierwsi osadnicy polscy, którzy często mieszkali pod jednym dachem z przedstawicielami narodu niemieckiego. W latach 1946–1947 miało miejsce masowe wysiedlenie Niemców, za co odpowiedzialny był Państwowy Urząd Repatriacyjny oraz władze gminne. W tym czasie nie istniała gmina Kobierzyce, a wsie podlegały albo gminie Żórawina albo gminie Gniechowice. Największa fala repatriacji na terenie gminy miała miejsce w sierpniu 1947 r. Zniszczenia wojenne były dość duże, najbardziej zniszczoną wsią był niewątpliwie Pustków Wilczkowski. Na szczęście ocalał największy zakład przemysłowy w gminie – cukrownia w Pustkowie Żurawskim i już w 1946 r. mogła wznowić produkcję.
Po wojnie miejscowości gminne należały do gmin Żórawina i Gniechowice, dopiero w 1954 r. utworzono Gromadzką Radę Narodową w Kobierzycach. W jej skład weszło 12 wsi i 3 przysiółki, w których mieszkało około 5000 mieszkańców. W 1972 Gromadzka Rada Narodowa uległa likwidacji, na to miejsce utworzono Gminną Radę Narodową z siedzibą w Kobierzycach. W jej skład weszły 32 wsie, bez Tyńca nad Ślęzą i Pustkowa Wilczkowskiego, które należały do powiatu dzierżoniowskiego a dokładnie do gminy Jordanów Śląski. Po zmianach ustrojowych w latach 1989–1990 powołano do życia Urzędy Gminy, oraz włączono do gminy Kobierzyce miejscowości Pustków Wilczkowski i Tyniec nad Ślęzą.

## Demografia
Dane z 30 czerwca 2010
| Opis                              | Ogółem | Ogółem | Kobiety | Kobiety | Mężczyźni | Mężczyźni |
| --------------------------------- | ------ | ------ | ------- | ------- | --------- | --------- |
| jednostka                         | osób   | %      | osób    | %       | osób      | %         |
| populacja                         | 15 575 | 100    | 8015    | 51,5    | 7560      | 48,5      |
| gęstość zaludnienia (mieszk./km²) | 104,5  | 104,5  | 53,8    | 53,8    | 50,7      | 50,7      |

W gminie mieszka 13,83% ludności powiatu.
Według danych z roku 2004 średni dochód na mieszkańca wynosił 8096 zł i był jednym z najwyższych wskaźników w kraju.

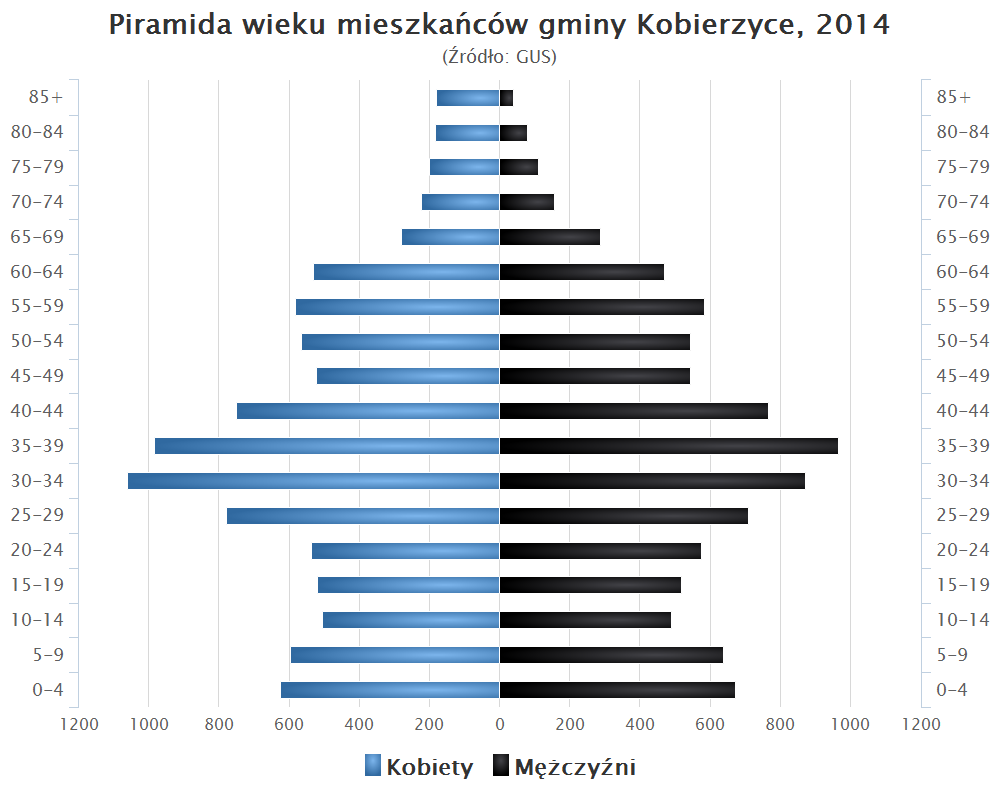
Piramida wieku mieszkańców gminy Kobierzyce w 2014 roku

## Struktura powierzchni
Według danych z roku 2002 gmina Kobierzyce ma obszar 149,11 km², w tym:
- użytki rolne: 86%
- użytki leśne: 3%

Gmina stanowi 13,71% powierzchni powiatu.

## Transport

### Autobusy podmiejskie z Wrocławia, w tym PKS
Obszar gminy obsługują autobusy dawnego PKS we Wrocławiu – obecnie przedsiębiorstwo "Polbus PKS", w relacjach przelotowych i docelowych do miejscowości: Sobótka, Mirosławice, Jordanów Śląski, Kąty Wrocławskie, Sulistrowice.
Inni prywatni przewoźnicy kursują przeważnie w relacjach przelotowych po drodze krajowej nr 8 (np. w stronę Kłodzka, Dzierżoniowa, Bielawy) oraz drodze krajowej nr 35 (np. w stronę Świdnicy i Wałbrzycha).

### Autobusy komunikacji gminnej
Od 22 listopada 2008 r. gmina Kobierzyce uruchomiła własną komunikację autobusową, która obecnie łączy wszystkie jej miejscowości z Wrocławiem i z siedzibą gminy, Kobierzycami.
Trasy linii według stanu na 17 stycznia 2021 r.:
- 812: Wrocław (Krzyki) – Wysoka – Ślęza – (Parkowa) – Bielany Wrocławskie – Domasław – Magnice – Kobierzyce
- 852: Wrocław (Krzyki) – Tyniec Mały – Biskupice Podgórne – Chrzanów – Kobierzyce – Tyniec Mały – Wrocław (Krzyki)
- 862: Wrocław (Dworzec Gł. PKP) – Wrocław, Krzyki – Bielany Wrocławskie – Kobierzyce – Pustków Żurawski – Solna
  - kursy nocne o zmienionym przebiegu (przez Wysoką i Ślęzę) oznaczone jako linia N62
- 862A Wrocław Krzyki - Kobierzyce Witosa
- 862B Wrocław Hallera - Bielany Wrocławskie Kwiatowa
- 872: Wrocław (Krzyki) – Bielany Wrocławskie – Kobierzyce – Cieszyce – Dobkowice – Pustków Wilczkowski – Tyńczyk – Szczepankowice – Pełczyce – Kobierzyce – Bielany Wrocławskie – Wrocław (Krzyki)
- 882: Cieszyce – Wierzbice – Kobierzyce – Chrzanów – Tyniec Mały – Wrocław (Krzyki)
- 892: Wrocław (Krzyki) – Tyniec Mały – Krzyżowice – Owsianka – Kobierzyce – Bielany Wrocławskie – Wrocław (Krzyki)

### Autobusy miejskie Wrocławia
przez gminę przejeżdżają autobusy miejskie Wrocławia:
- 112 Krzyki - Dworzec Główny
- 602 Dworzec Główny - Biskupice Podgórne LG Chem
- 612 Krzyki - Dworzec Główny

### Sieć dróg krajowych i autostrad
Przez obszar gminy przebiegają odcinki dróg krajowych: 8, 35, autostrady A4 oraz A8.

### Transport kolejowy
Gminę przecina nieczynna od 2000 r. w ruchu pasażerskim linia kolejowa z Wrocławia do Jedliny Zdrój. Linia modernizowana od 2020 roku z przeznaczeniem do reaktywacji połączeń osobowych z Wrocławia do Sobótki i Świdnicy.

## Sport
W Kobierzycach działa Klub Piłki Ręcznej Gminy Kobierzyce, grający w kobiecej Superlidze.

## Sąsiednie gminy
Borów, Jordanów Śląski, Kąty Wrocławskie, Sobótka, Siechnice, Wrocław, Żórawina